# J.-H. Rosny

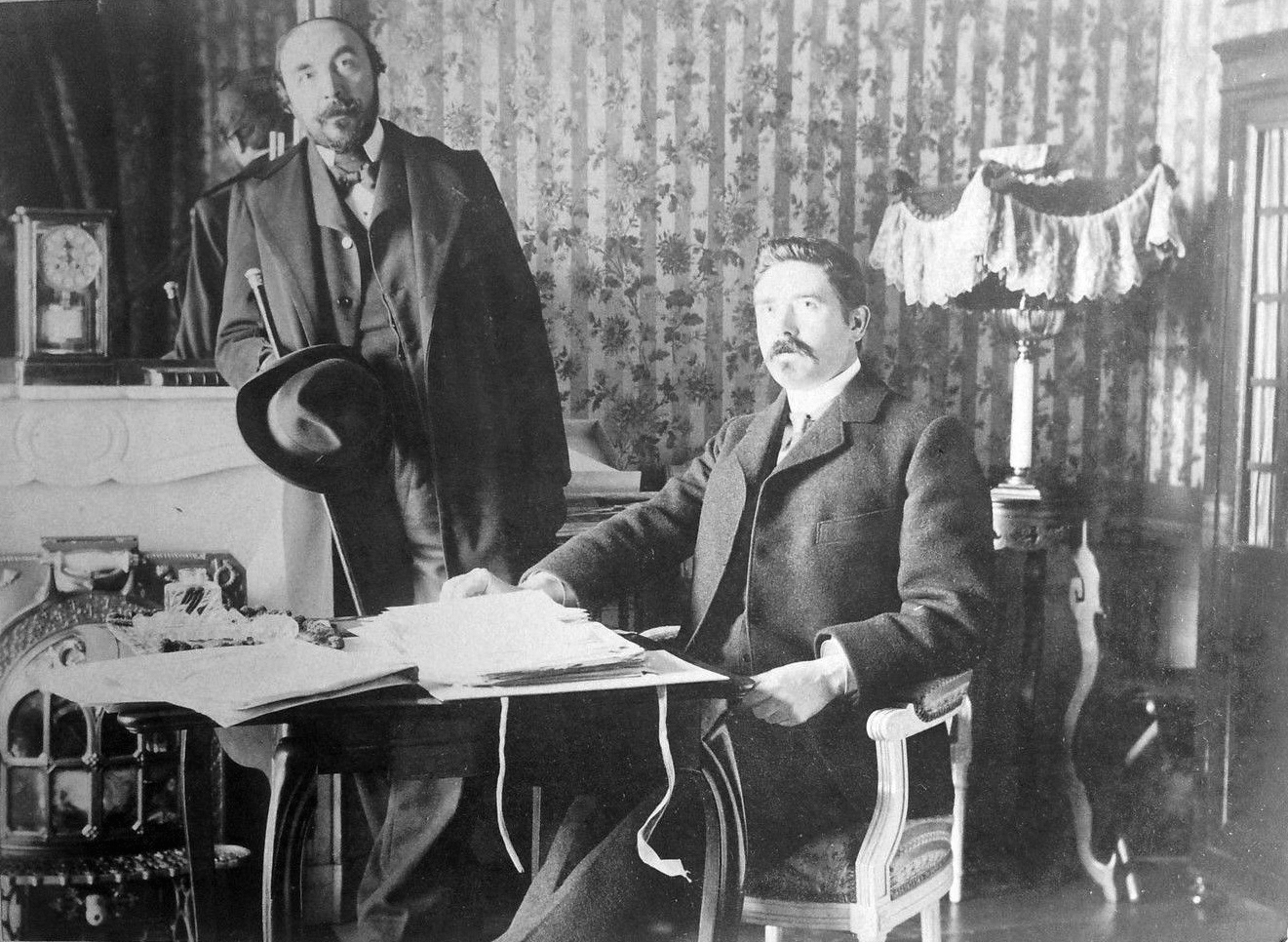
De gebroeders Boex, alias J.H. Rosny, gefotografeerd in 1893 door Dornac, eigenlijk Paul Cardon

J.-H. Rosny is het gemeenschappelijke pseudoniem van de uit België afkomstige Franstalige schrijvende broers Joseph Henri Honoré Boex (Brussel, 17 februari 1856 - Parijs, 15 februari 1940) en Séraphin Justin François Boex (Brussel, 21 juli 1859 - Ploubazlanec, 21 juli 1948).
De broers vestigden zich in Frankrijk en schreven er samen aanvankelijk naturalistische romans, en vervolgens sciencefiction en verhalen gesitueerd in de prehistorie.

In 1908 eindigde hun samenwerking. Zij hielden echter het pseudoniem aan, Joseph als J.-H. Rosny aîné en Séraphin als J.-H. Rosny jeune.
Baanbrekende verhalen waren:
- Les Xipéhuz (1887), waarin de primitieve mens in aanraking komt met buitenaardse kristallijne intelligente wezens.
- La Mort de la Terre (1910)
- La Guerre du feu (1911), in 1981 door Jean-Jacques Annaud verfilmd (La Guerre du feu)
- Les Navigateurs de l'infini (1925)

- Biblioteca Nacional de España: XX1091068
- Bibliothèque nationale de France: cb12056675g (data)
- Gemeinsame Normdatei: 120362082
- International Standard Name Identifier: 0000 0003 5580 069X
- Library of Congress Control Number: n85283967
- Nationale Bibliotheek van Letland: 000068078
- Nationale Bibliotheek van Tsjechië: jn20000402131
- Nationale Bibliotheek van Israël: 987007276852905171
- Nederlandse Thesaurus van Auteursnamen: 06930422X
- Système universitaire de documentation: 028807049
- Virtual International Authority File: 165983244
- WorldCat: E39PCjwckkV4ChqX3kRXCtjJMq